# Weather Report (альбом, 1971)
Weather Report — дебютный студийный альбом американской джаз-фьюжн группы Weather Report, выпущенный фирмой Columbia Records в мае 1971 года. Диск считается одним из первых, наиболее важных и лучших в стиле джаз-фьюжн .

## История
Джо Завинул и Уэйн Шортер, знакомые с 1959 года, играли вместе на альбомах Майлза Дэвиса In a Silent Way и Bitches Brew, прежде чем решили создать собственную группу. Джо Завинул к тому моменту окончательно покинул коллектив Кэннонболла Эддерли, с которым сотрудничал на протяжении 9 лет.
Басист Мирослав Витоуш играл с Завинулом на его альбоме Zawinul и также проявил заинтересованность в новом проекте. В качестве ударника был выбран Альфонс Музон, однако он был занят, поэтому на демозаписи на ударных играл Билли Кобэм. Интересно, что Columbia Records заключила контракт с группой даже не прослушав демо. Когда Музон освободился, музыканты приступили к репетициям и записи.
Большинство композиций было записано в период с 16 по 22 февраля 1971 года, кроме «Umbrellas», которая была записана 17 марта. Основу альбома составили импровизации. На первом альбоме Weather Report, в отличие от последующих, доминирует акустическое звучание и отсутствуют синтезаторы.
Перкуссионист Аирто Морейра принял участие в записи альбома, но с группой не выступал. Помимо него на альбоме записывались перкуссионисты Дон Алайас и Барбара Бертон.
Читатели журналов Down Beat и Swing Journal назвали Weather Report лучшим джазовым альбомом года.

## Список композиций

### Первая сторона
1. «Milky Way» (Шортер, Завинул) — 2:33
2. «Umbrellas» (Шортер, Витоуш, Завинул) — 3:27
3. «Seventh Arrow» (Витоуш) — 5:23
4. «Orange Lady» (Завинул) — 8:44

### Вторая сторона
1. «Morning Lake» (Витоуш) — 4:26
2. «Waterfall» (Завинул) — 6:20
3. «Tears» (Шортер) — 3:25
4. «Eurydice» (Шортер) — 5:45

## Участники записи
- Джо Завинул — электрическое и акустическое фортепиано
- Уэйн Шортер — сопрановый саксофон
- Мирослав Витоуш — контрабас, бас-гитара
- Альфонс Музон — ударные, вокал
- Аирто Морейра — перкуссия

+
- Дон Алайас — перкуссия
- Барбара Бертон — перкуссия